# Wintzenheim-Kochersberg

Wintzenheim-Kochersberg este o comună în departamentul Bas-Rhin, Franța. În 1 ianuarie 2022 avea o populație de 527 de locuitori.